# Phalops vanellus
Phalops vanellus là một loài bọ cánh cứng trong họ Bọ hung (Scarabaeidae).